# Dosso (Departement)
Dosso [dɔˈso] ist ein Departement in der gleichnamigen Region Dosso in Niger.

## Geographie

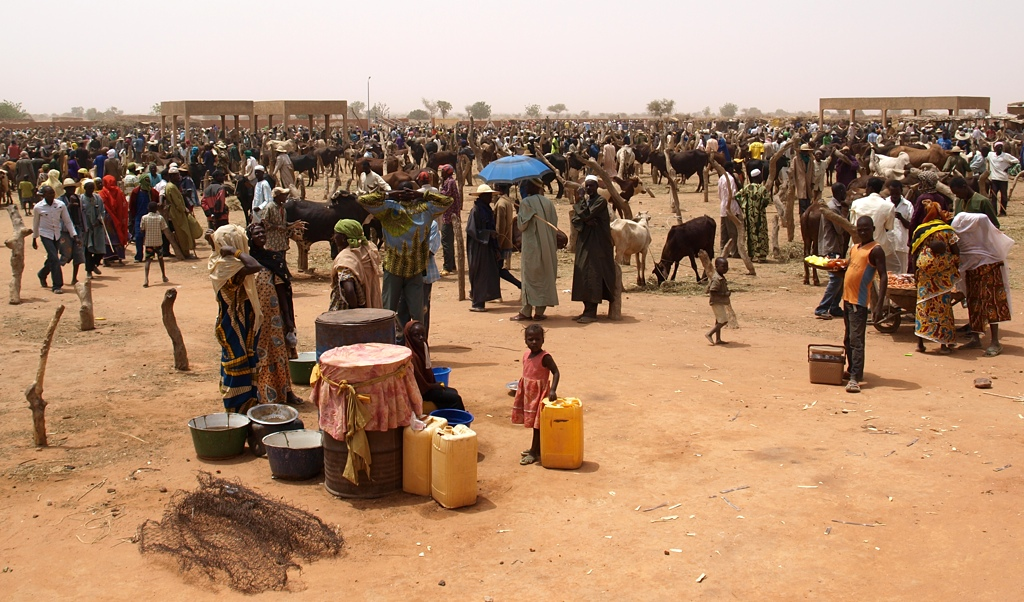
Viehmarkt in der Nähe der Stadt Dosso

Das Departement liegt im Südwesten des Landes und grenzt an Benin. Es besteht aus der Stadtgemeinde Dosso und den Landgemeinden Farey, Garankédey, Gollé, Goroubankassam, Karguibangou, Mokko, Sambéra, Tessa, Tombokoirey I und Tombokoirey II. Der namensgebende Hauptort des Departements ist Dosso.

## Geschichte
Das Departement Dosso geht historisch auf den Kreis Dosso (cercle de Dosso) zurück, der 1907 von der französischen Militärverwaltung eingerichtet wurde und ursprünglich auch die Gebiete der heutigen Departements Gaya und Say umfasste.
Nach der Unabhängigkeit Nigers im Jahr 1960 wurde das Staatsgebiet in 32 Bezirke (circonscriptions) aufgeteilt. Einer davon war der Bezirk Dosso. 1964 gliederte eine Verwaltungsreform Niger in sieben Departements, die Vorgänger der späteren Regionen, und 32 Arrondissements, die Vorgänger der späteren Departements. Im Zuge dessen wurde der Bezirk Dosso in das Arrondissement Dosso umgewandelt. Moutari Moussa, später Präsident der Nationalversammlung, leitete von 1977 bis 1978 als Unterpräfekt das Arrondissement. Der spätere Premierminister Brigi Rafini war von August 1984 bis September 1986 Unterpräfekt von Dosso.
Im Jahr 1998 wurden die bisherigen Arrondissements Nigers in Departements umgewandelt, an deren Spitze jeweils ein vom Ministerrat ernannter Präfekt steht. Die Gliederung des Departements in Gemeinden besteht seit dem Jahr 2002. Zuvor bestand es aus dem städtischen Zentrum Dosso und dem Kanton Dosso.

## Bevölkerung

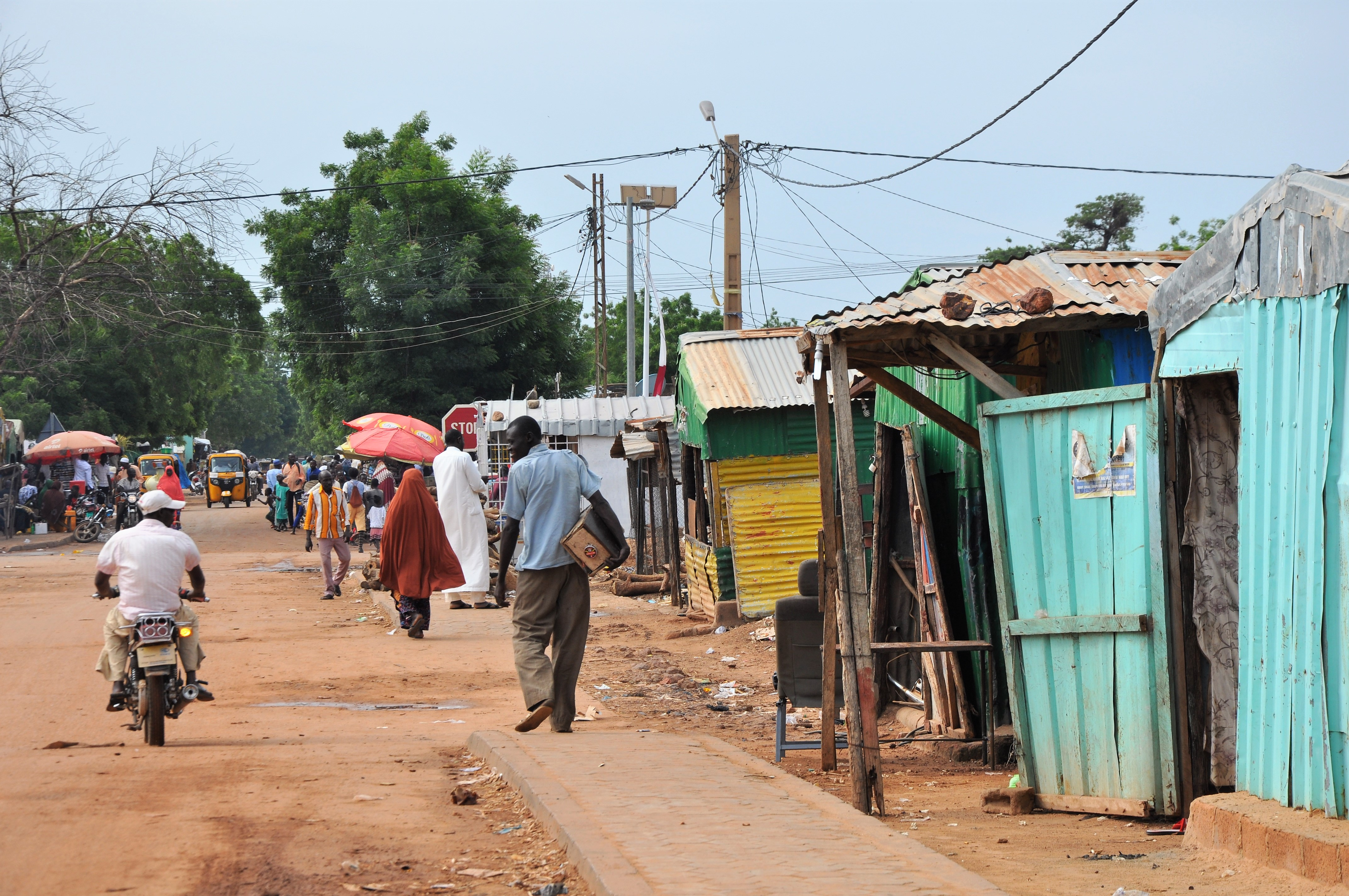
Straßenszene in der Stadt Dosso

Das Departement Dosso hat gemäß der Volkszählung 2012 492.560 Einwohner. Bei der Volkszählung 2001 waren es 353.950 Einwohner, bei der Volkszählung 1988 245.784 Einwohner und bei der Volkszählung 1977 163.365 Einwohner.

## Verwaltung

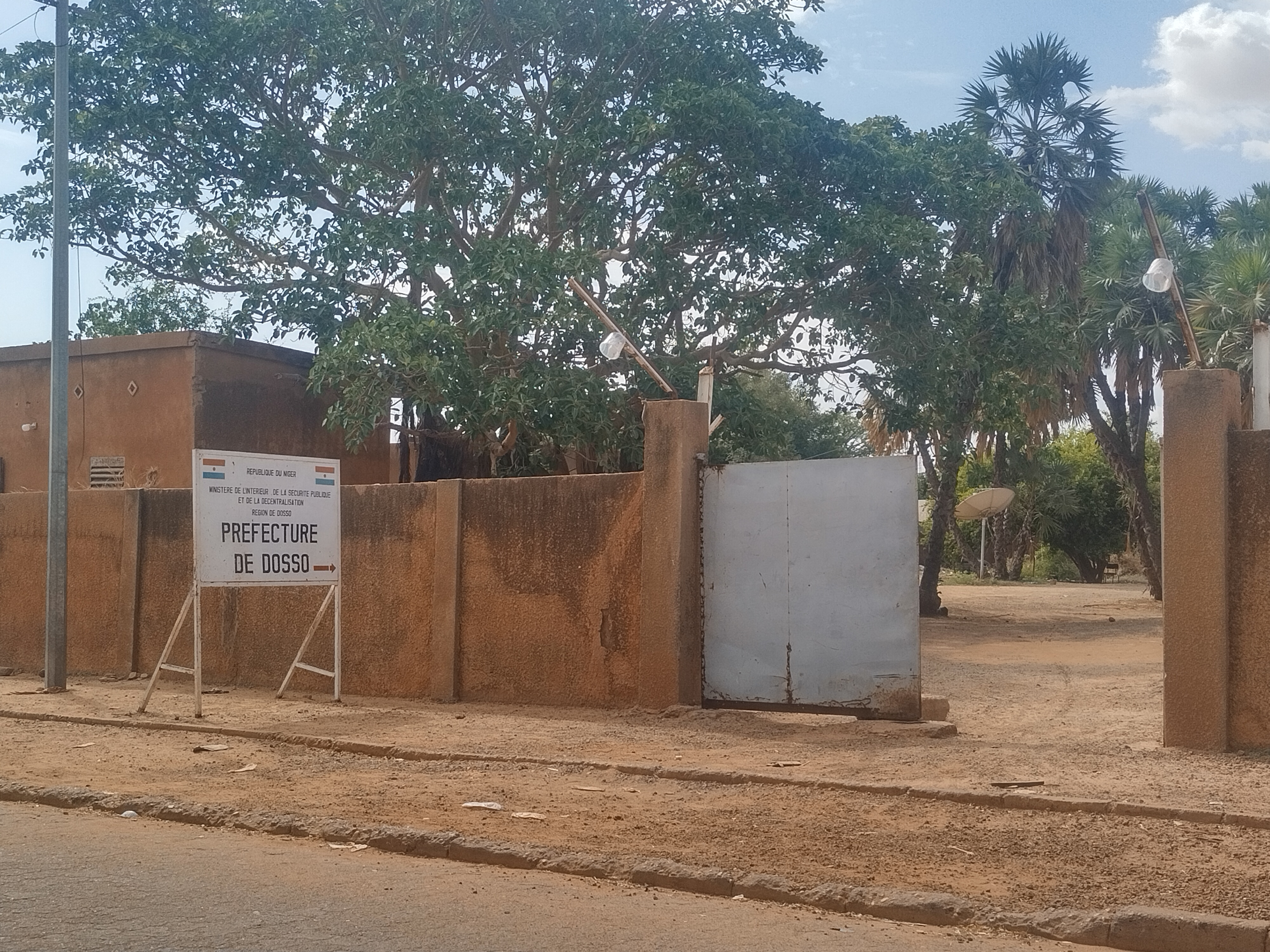
Präfektur von Dosso

An der Spitze des Departements steht ein Präfekt (französisch: préfet), der vom Ministerrat auf Vorschlag des Innenministers ernannt wird.
| Amtszeit                      | Name                             |
| ----------------------------- | -------------------------------- |
| …                             |                                  |
| bis 12. Mär. 2009             | Hassane Niellé                   |
| 12. Mär. 2009 – 15. Apr. 2010 | Sidi Mahamane Koutaye            |
| 15. Apr. 2010 – 3. Jun. 2011  | Ahmed Botto                      |
| 3. Jun. 2011 – 6. Sep. 2013   | Yacouba Soumana Gaoh             |
| 6. Sep. 2013 – 16. Sep. 2015  | Garba Elhadji Issoufou           |
| 16. Sep. 2015 – 16. Sep. 2016 | Saïbou Tamoudari                 |
| 16. Sep. 2016 – 4. Dez. 2020  | Marou Yarou (alias Yarou Marou)  |
| 4. Dez. 2020 – 8. Nov. 2021   | Ayouba Issaka                    |
| 8. Nov. 2021 – 21. Sep. 2023  | Mahamadou Abdoul Malik Alkassoum |
| seit 21. Sep. 2023            | Ousseini Ouma Tambari            |